# Curimón
Curimón es un pequeño poblado chileno de origen prehispánico ubicado a 5 kilómetros al este de la ciudad de San Felipe y a 12 kilómetros al oeste de Los Andes, valle de Aconcagua en plena ruta 60 en la región de Valparaíso.

## Historia

### Etapa prehispánica
El poblado agrupaba a una comunidad de picunches (gente del norte), posiblemente agricultores y cazadores recolectores de la denominada cultura Aconcagua. Se han encontrado vestigios del cultivo de maíz, quinoa y la producción de ganado camélido. La elección del lugar se debe principalmente a la presencia de un pequeño cerro que domina el valle, y a la posibilidad de cruzar el río Aconcagua a través de la angostura que se forma en las rocas que provee el mismo cerro, lugar donde se construyó en fecha indeterminada un primer puente.
Durante la dominación inca del valle de Aconcagua se construyó un pucará en la cima del cerro, desde donde se dominaba estratégicamente todo el valle y principalmente el puente sobre el río Aconcagua (actual puente ferroviario); el camino del inca atravesaba el valle a esta altura (actual calle Camino del Inca).
Pocos poblados de Chile pueden exhibir una tan nutrida bitácora de acontecimientos históricos como Curimón: las huestes de Diego de Almagro llegaron al valle central de Chile a través de este poblado y posteriormente hicieron lo propio las tropas de Pedro de Valdivia. Este último conminó a los franciscanos que lo acompañaban a crear un convento en el poblado, sentando las bases del primer asentamiento español en el valle de Aconcagua, y por lo tanto muy anterior a la fundación de San Felipe y Los Andes, las actuales ciudades predominantes.

### Época Hispánica

#### Inicios
Consolidada la conquista española de la Zona central de Chile, es decir a partir de 1598, el desarrollo económico y social del entonces poblado de Curimón se vio limitado por la encomienda perteneciente, desde 1620, a la familia Bravo de Saravia, la que además —de acuerdo al Premio Nacional de Historia, Gabriel Salazar— señoreaban a los pueblos indígenas de Llupeo y La Ligua a través de la Hacienda Pullali de su patriarca Francisco Bravo de Saravia, quien poseía títulos de Capitán de Infantería, Regidor, Alcalde, Maestre de Campo, Mayorazgo, Marqués de Pica, entre otros. Según el ya citado historiador, cuya versión se apoya en el también Premio Nacional, Mario Góngora, el caso de familias como la de los Bravo de Saravia corresponde a uno en los que «la encomienda evolucionó como un verdadero señorío colonial» debido a que los pueblos de indios que concentraban estaban o dentro de sus fundos o próximos a ellos.
El camino del inca fue durante cientos de años la única ruta de entrada al valle del río Mapocho y a la ciudad de Santiago, siendo denominado "el camino de Chile". Por allí transitan laicos y religiosos hacia el norte del país y principalmente hacia la hoy ciudad argentina de Mendoza. 
El 3 de agosto de 1740, el gobernador José Antonio Manso de Velasco firmó en el convento de Curimón el acta de fundación de la ciudad de San Felipe el Real.
Los frailes franciscanos aconsejaron personalmente a Ambrosio O'Higgins sobre el lugar de fundación de la ciudad de Santa Rosa de Los Andes, ya que el gobernador pretendía fundarla cerca de Curimón, luego de visitar este sector en una expedición de reconocimiento realizada dos años antes de la fundación. Los frailes le aconsejaron hacerlo en las proximidades del cerro de las Piedras Paradas (hoy llamado cerro de la Virgen, ubicado 12 km al este), lugar donde existían numerosas canteras propicias para la construcción y O'Higgins firmó el decreto correspondiente el 31 de julio de 1791.

#### Postrimerías: Proceso de Independencia
Los franciscanos del convento alojaron en numerosas ocasiones y de manera muy discreta (disfrazado de monje) al guerrillero y héroe de la independencia de Chile Manuel Rodríguez Erdoyza; los frailes apoyaban secretamente sus esfuerzos por congregar y azuzar a la población.
Los patios interiores del convento de San Francísco de Curimón alojaron a las tropas del Ejército Libertador, bajo el mando del general José de San Martín antes de la decisiva batalla de Chacabuco. El grueso del ejército se congregó en el poblado desde el 8 de febrero de 1817, y el 12 se libró el combate.

### Historia contemporánea
La iglesia y convento de San Francisco fueron declarados monumento histórico en 1971; en 2003 los franciscanos abandonaron el poblado y desde 2010 están clausurados, pero en 2019 se reactivó el movimiento para restaurarlos gracias a la creación —por iniciativa del administrador apostólico de la diócesis de San Felipe, sacerdote español Jaime Ortiz de Lazcano— de "la Fundación Franciscana de Curimón, con un directorio que integra, en forma inédita, a representantes de la iglesia y de casi todas las organizaciones locales".
Los vecinos de Curimón realizan una procesión anual para la fiesta de san Francisco de Asís, el 4 de octubre, con una estatuilla de origen peruano que data de circa 1670; la Fundación Lepe se comprometió en 2019 a restaurar la imagen y tenerla "en óptimas condiciones" para las festividades de 2020.
Tras haber enviudado del héroe naval capitán Arturo Prat (21 de mayo de 1879), Carmela Carvajal vivió en la hacienda familiar, ubicada en el poblado, hasta 1881, cuando se trasladó a Valparaíso.
La primera santa chilena, Teresa de los Andes, se apoyaba al rezar en el tronco y sombra de una palma chilena, en el patio dedicado a la Virgen María en su monasterio del Espíritu Santo, de las carmelitas descalzas en Los Andes. La palma había sido donada y trasladada desde el convento de San Francísco de Curimón.